# Canadian Open 2018 - Qualificazioni singolare maschile
Le qualificazioni del singolare maschile del Canadian Open 2018 sono state un torneo di tennis preliminare per accedere alla fase finale della manifestazione. I vincitori dell'ultimo turno sono entrati di diritto nel tabellone principale. In caso di ritiro di uno o più giocatori aventi diritto a questi sono subentrati i lucky loser, ossia i giocatori che hanno perso nell'ultimo turno ma che avevano una classifica più alta rispetto agli altri partecipanti che avevano comunque perso nel turno finale.

## Teste di serie
1. Ryan Harrison (qualificato)
2. Jared Donaldson (spostato nel tabellone principale)
3. Daniil Medvedev (qualificato)
4. Malek Jaziri (primo turno)
5. Feliciano López (primo turno)
6. Evgenij Donskoj (qualificato)
7. Pierre-Hugues Herbert (qualificato)
8. Mackenzie McDonald (ultimo turno, lucky loser)

1. Mirza Bašić (ultimo turno, lucky loser)
2. Marius Copil (primo turno)
3. Ričardas Berankis (primo turno)
4. Tim Smyczek (primo turno)
5. Michail Južnyj (ultimo turno, lucky loser)
6. Elias Ymer (ultimo turno, ritirato)
7. Bradley Klahn (qualificato)

## Qualificati
1. Ryan Harrison
2. Bradley Klahn
3. Daniil Medvedev
4. Yoshihito Nishioka

1. Il'ja Ivaška
2. Evgenij Donskoj
3. Pierre-Hugues Herbert

### Lucky loser
1. Mackenzie McDonald
2. Mirza Bašić

1. Michail Južnyj

## Tabellone

### Legenda
| - Q = Qualificato - WC = Wild card - LL = Lucky loser | - ALT = Alternate - SE = Special Exempt - PR = Protected Ranking | - w/o = Walkover - r = Ritirato - d = Squalificato |

### Sezione 1
|  | Primo turno | Primo turno    | Primo turno    | Primo turno | Primo turno |  |  | Ultimo turno | Ultimo turno  | Ultimo turno  | Ultimo turno | Ultimo turno |  |
|  |             |                |                |             |             |  |  |              |               |               |              |              |  |
|  | 1           | Ryan Harrison  | Ryan Harrison  | 6           | 7           |  |  |              |               |               |              |              |  |
|  |             | Ernests Gulbis | Ernests Gulbis | 3           | 63          |  |  | 1            | Ryan Harrison | Ryan Harrison | 6            | 6            |  |
|  |             | Nicolas Mahut  | 7              | 3           | 7           |  |  |              | Nicolas Mahut | Nicolas Mahut | 1            | 2            |  |
|  | 12          | Tim Smyczek    | 65             | 6           | 5           |  |  |              |               |               |              |              |  |

### Sezione 2
|  | Primo turno | Primo turno        | Primo turno        | Primo turno | Primo turno |  |  | Ultimo turno | Ultimo turno  | Ultimo turno  | Ultimo turno | Ultimo turno |  |
|  |             |                    |                    |             |             |  |  |              |               |               |              |              |  |
|  | 15          | Bradley Klahn      | 7                  | 3           |             |  |  |              |               |               |              |              |  |
|  |             | Bernard Tomić      | 5                  | 0           | r           |  |  | 15           | Bradley Klahn | Bradley Klahn | 6            | 7            |  |
|  | Alt         | Christian Harrison | Christian Harrison | 4           | 4           |  |  | 9            | Mirza Bašić   | Mirza Bašić   | 1            | 64           |  |
|  | 9           | Mirza Bašić        | Mirza Bašić        | 6           | 6           |  |  |              |               |               |              |              |  |

### Sezione 3
|  | Primo turno | Primo turno        | Primo turno     | Primo turno | Primo turno |  |  | Ultimo turno | Ultimo turno       | Ultimo turno       | Ultimo turno | Ultimo turno |  |
|  |             |                    |                 |             |             |  |  |              |                    |                    |              |              |  |
|  | 3           | Daniil Medvedev    | Daniil Medvedev | 6           | 6           |  |  |              |                    |                    |              |              |  |
|  |             | Norbert Gombos     | Norbert Gombos  | 3           | 0           |  |  | 3            | Daniil Medvedev    | Daniil Medvedev    | 7            | 6            |  |
|  | WC          | Brayden Schnur     | 7               | 3           | 3           |  |  | 8            | Mackenzie McDonald | Mackenzie McDonald | 63           | 4            |  |
|  | 8           | Mackenzie McDonald | 64              | 6           | 6           |  |  |              |                    |                    |              |              |  |

### Sezione 4
|  | Primo turno | Primo turno        | Primo turno  | Primo turno | Primo turno |  |  | Ultimo turno | Ultimo turno       | Ultimo turno | Ultimo turno | Ultimo turno |  |
|  |             |                    |              |             |             |  |  |              |                    |              |              |              |  |
|  | 4           | Malek Jaziri       | Malek Jaziri | 4           | 5           |  |  |              |                    |              |              |              |  |
|  |             | Filip Peliwo       | Filip Peliwo | 6           | 7           |  |  |              | Filip Peliwo       | 7            | 1            | 4            |  |
|  | Alt         | Yoshihito Nishioka | 2            | 6           | 7           |  |  | Alt          | Yoshihito Nishioka | 5            | 6            | 6            |  |
|  | 10          | Marius Copil       | 6            | 3           | 62          |  |  |              |                    |              |              |              |  |

### Sezione 5
|  | Primo turno | Primo turno       | Primo turno       | Primo turno | Primo turno |  |  | Ultimo turno | Ultimo turno      | Ultimo turno      | Ultimo turno | Ultimo turno |  |
|  |             |                   |                   |             |             |  |  |              |                   |                   |              |              |  |
|  | 5           | Feliciano López   | Feliciano López   | 3           | 64          |  |  |              |                   |                   |              |              |  |
|  |             | Stefano Travaglia | Stefano Travaglia | 6           | 7           |  |  |              | Stefano Travaglia | Stefano Travaglia | 65           | 2            |  |
|  |             | Il'ja Ivaška      | Il'ja Ivaška      | 7           | 6           |  |  |              | Il'ja Ivaška      | Il'ja Ivaška      | 7            | 6            |  |
|  | 11          | Ričardas Berankis | Ričardas Berankis | 65          | 2           |  |  |              |                   |                   |              |              |  |

### Sezione 6
|  | Primo turno | Primo turno      | Primo turno      | Primo turno | Primo turno |  |  | Ultimo turno | Ultimo turno    | Ultimo turno    | Ultimo turno    | Ultimo turno |  |
|  |             |                  |                  |             |             |  |  |              |                 |                 |                 |              |  |
|  | 6           | Evgenij Donskoj  | Evgenij Donskoj  | 6           | 6           |  |  |              |                 |                 |                 |              |  |
|  | WC          | Frank Dancevic   | Frank Dancevic   | 3           | 4           |  |  | 6            | Evgenij Donskoj | Evgenij Donskoj | Evgenij Donskoj | w/o          |  |
|  | WC          | Alexis Galarneau | Alexis Galarneau | 3           | 4           |  |  | 13           | Michail Južnyj  | Michail Južnyj  | Michail Južnyj  |              |  |
|  | 13          | Michail Južnyj   | Michail Južnyj   | 6           | 6           |  |  |              |                 |                 |                 |              |  |

### Sezione 7
|  | Primo turno | Primo turno           | Primo turno      | Primo turno | Primo turno |  |  | Ultimo turno | Ultimo turno          | Ultimo turno          | Ultimo turno          | Ultimo turno |  |
|  |             |                       |                  |             |             |  |  |              |                       |                       |                       |              |  |
|  | 7           | Pierre-Hugues Herbert | 4                | 7           | 6           |  |  |              |                       |                       |                       |              |  |
|  |             | Hubert Hurkacz        | 6                | 5           | 3           |  |  | 7            | Pierre-Hugues Herbert | Pierre-Hugues Herbert | Pierre-Hugues Herbert | w/o          |  |
|  | WC          | Benjamin Sigouin      | Benjamin Sigouin | 5           | 3           |  |  | 14           | Elias Ymer            | Elias Ymer            | Elias Ymer            |              |  |
|  | 14          | Elias Ymer            | Elias Ymer       | 7           | 6           |  |  |              |                       |                       |                       |              |  |